# Рентгеновский телескоп
Рентгеновский телескоп (англ. X-ray telescope, XRT) — телескоп, предназначенный для наблюдения удаленных объектов в рентгеновском спектре. Для работы таких телескопов обычно требуется поднять их над атмосферой Земли, непрозрачной для рентгеновских лучей. Поэтому телескопы размещают на высотных ракетах или на искусственных спутниках Земли.

## Оптическая схема
Рентгеновские кванты практически не преломляются в веществе из-за большой энергии (следовательно, тяжело изготовить линзы) и не отражаются при любых углах падения, кроме самых пологих (88—89 градусов к нормали).
Эти телескопы могут использовать несколько методов фокусировки лучей. Чаще используются телескопы Вольтера (с зеркалами скользящего падения), кодирование апертуры и модуляционные (качающиеся) коллиматоры. Ограниченные возможности рентгеновской оптики приводят к более узкому полю зрения по сравнению с телескопами, работающими в диапазонах УФ и видимого света.

### Зеркала
Использование рентгеновских зеркал для внесолнечной астрономии требует одновременно:
- возможности определения исходного направления рентгеновского фотона по двум координатам;
- достаточной эффективности детектирования.

Зеркала могут быть изготовлены из керамики или металлической фольги. Наиболее часто для рентгеновских зеркал скользящего падения используются золото и иридий. Критический угол отражения сильно зависит от энергии фотонов. Для золота и энергии в 1 кэВ критический угол составляет 3,72 °.

### Кодирование апертуры
Многие рентгеновские телескопы используют кодирование апертуры для получения изображений. В этой технологии перед матричным детектором устанавливается маска в виде решетки из чередующихся особым образом прозрачных и непрозрачных элементов (например, квадратная маска в виде матрицы Адамара). Данный элемент для фокусировки и получения изображений весит меньше, чем другие варианты рентгеновской оптики (поэтому часто используется на спутниках), но при этом требует большей пост-обработки для получения изображения.

## Телескопы

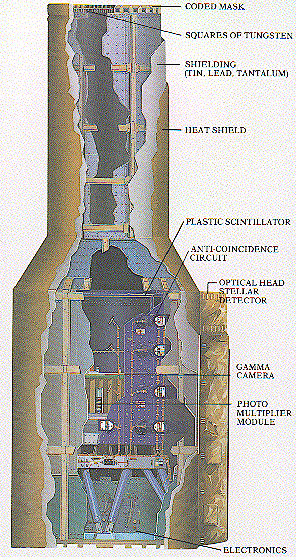
Установка SIGMA обсерватории Гранат

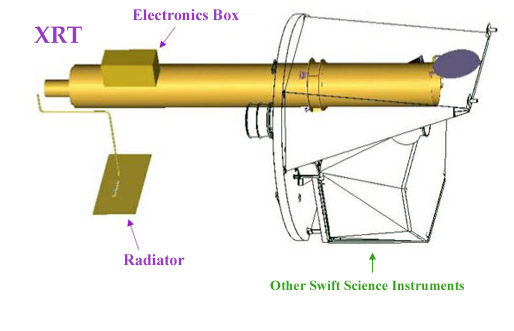
Размещение телескопа Swift

### Exosat
На борту Exosat размещено два низкоэнергетических рентгеновских телескопа типа Wolter I с возможностью получения изображений.
В фокальной плоскости могут быть установлены:
- позиционно-чувствительный пропорциональный счётчик (PSD, position-sensitive proportional counter)
- многоканальный усилитель (CMA, channel multiplier array).[2]

### Телескопы жёсткого рентгеновского диапазона
См. OSO 7
На борту Седьмой орбитальной солнечной обсерватории (OSO 7) находился рентгеновский телескоп жёсткого диапазона.
Характеристики: диапазон энергий 7 — 550 кэВ, поле зрения 6,5° эффективная площадь ~64 см²

### Телескоп ФИЛИН
Телескоп ФИЛИН, установленный на станции Салют-4, состоял из трёх газовых пропорциональных счётчиков с общей рабочей площадью 450 см², диапазон энергий 2-10 кэВ, и одного с рабочей площадью 37 см², диапазон энергий 0,2-2 кэВ. Поле зрения было ограничено щелевым коллиматором полушириной 3° x 10°. Инструменты включали фотоэлементы, смонтированные вне станции вместе с датчиками. Измерительные модули и питание были расположены внутри станции.
Калибровка датчиков по наземным источникам производилась параллельно с полётными операциями в трёх режимах: инерциальная ориентация, орбитальная ориентация и обзор. Данные собирались в четырёх энергетических диапазонах: 2-3,1 кэВ, 3,1-5,9 кэВ, 5,9-9,6 кэВ и 2-9,6 кэВ на больших детекторах. Малый датчик имел ограничители, устанавливаемые на уровни 0,2, 0,55, 0,95 кэВ.

### Телескоп SIGMA
Телескоп жесткого рентгеновского и низкоэнергетического гамма-диапазона SIGMA покрывает диапазон 35-1300 кэВ с эффективной площадью 800 см² и полем зрения максимальной чувствительности ~5° × 5°. Максимальное угловое разрешение 15 минут дуги. Энергетическое разрешение — 8 % при 511 кэВ. Благодаря сочетанию кодирующей апертуры и позиционно-чувствительных датчиков на основе принципов камеры Ангера телескоп способен строить изображения.
Телескоп станции  спектр -рг
Рентгеновский телескоп Спектр-рг сканировал с помощью рентгеновских лучей плоскость нашей галактики. В изображении она выглядит как чёрная полоса, потому что молекулярный газ и звездная пыль поглощают большую часть рентгеновскмх лучей.

### Рентгеновский телескоп АРТ-П

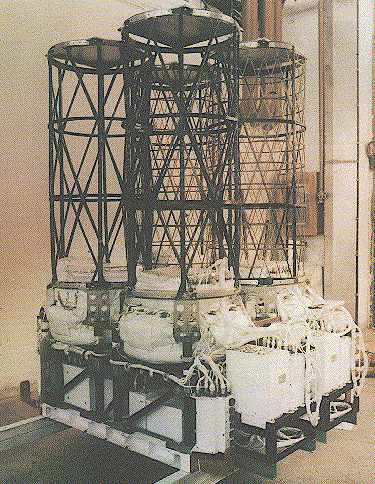
Установка АРТ-П обсерватории Гранат

Рентгеновский телескоп АРТ-П покрывает диапазон энергий от 4 до 60 кэВ (изображения) и от 4 до 100 кэВ (спектроскопия и измерения временных параметров). Состоит из четырёх идентичных модулей, содержащих позиционно чувствительный пропорциональный счётчик и кодирующую маску типа URA. Каждый модуль имеет эффективную площадь около 600 см², соответствующую полю зрения 1,8° x 1,8°. Угловое разрешение — 5 минут дуги, временное — 3,9 мс, энергетическое — 22 % при 6 кэВ. Инструмент достиг чувствительности в 0.001 потока Крабовидной туманности при восьмичасовой экспозиции. Максимальное временное разрешение — 4 мс.

### Фокусирующий рентгеновский телескоп
Широкополосный рентгеновский телескоп (BBXRT) был выведен на орбиту шаттлом Колумбия (STS-35) как часть полезной нагрузки ASTRO-1. BBXRT был первым фокусирующим телескопом, действующим в широком энергетическом диапазоне 0,3-12 кэВ со средним энергетическим разрешением 90 эВ при 1 кэВ и 150 эВ при 6 кэВ. Два сонаправленных телескопа с сегментированным  твердотельным спектрометром Si(Li) каждый (детекторы A и B), состоящим из пяти пикселей. Общее поле зрения 17.4’ в диаметре, поле зрения центрального пикселя 4’ в диаметре. Общая площадь: 765 см² при 1,5 кэВ, 300 см² при 7 кэВ.

### HEAO-2
Первая в мире орбитальная обсерватория с зеркалами со скользящим отражением рентгеновских фотонов. Запущена в 1978 году. Эффективная площадь около 400 см² на энергии 0,25 кэВ и около 30 см² на энергии 4 кэВ.

### XRT на КА Swift (миссия MIDEX)

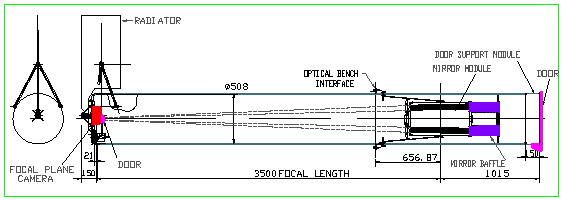
Swift XRT содержит телескоп Вольтера 1-го типа для фокусировки рентгеновских лучей на ПЗС-матрице

Телескоп XRT на борту КА Swift миссии MIDEX (диапазон энергий 0,2—10 кэВ) использует телескоп Вольтера 1-го типа для фокусирования рентгеновских лучей на термоэлектрически охлаждаемую ПЗС-матрицу. Научный инструмент разработан с целью измерения потока, спектра и кривых светимости гамма-всплесков (GRB) и их послесвечений в широком динамическом диапазоне, покрывающем более 7 ступеней интенсивности потока. XRT способен определять координаты вспышек с точностью до 5 секунд дуги в течение 10 секунд после захвата цели (для типичного всплеска) и может изучать рентгеновскую составляющую гамма-всплеска, начиная с 20-70 секунды после обнаружения вспышки и на протяжении нескольких дней или недель.
Общая длина телескопа — 4,67 метра, фокусное расстояние 3500 мм, диаметр 0,51 метра. Первичный структурный элемент — алюминиевая оптическая скамья, которая поддерживает переднюю и заднюю трубы телескопа, зеркальный модуль, отражатель электронов, внутренняя выравнивающая наблюдательная оптика и камера; плюс точки крепления к обсерватории Swift.
Труба телескопа диаметром 508 мм сделана из двух секций графитовых волокон и циановых эфиров. Внешний слой из графитовых волокон призван уменьшить продольный коэффициент теплового расширения, тогда как внутренняя сложная труба облицована изнутри парозащитным барьером (vapor barrier) из алюминиевой фольги от проникновения внутрь телескопа водяных паров или эпоксидных загрязнителей. XRT содержит переднюю часть, окружённую зеркалами и содержащую затворную сборку и астронавигационный блок, и заднюю несущую камеру в фокальной плоскости и внутренний оптический экран.
Зеркальный модуль содержит 12 вложенных зеркал Вольтера 1-го типа, закреплённых на передних и задних крестовинах. Пассивно нагреваемые зеркала — позолоченные никелевые оболочки длиной 600 мм и диаметром от 191 до 300 мм.
X-ray imager имеет эффективную площадь 120 см² на 1,15 кэВ, поле зрения 23,6 x 23,6 угловых минут и угловое разрешение (θ) 18 секунд дуги на диаметре половинной мощности (HPD, half-power diameter). Чувствительность детектора — 2⋅10−14 эрг см−2с−1 104 секунд. Функция рассеяния точки (PSF, point spread function) зеркала — 15 секунд дуги HPD в фокусе (1,5 кэВ). Зеркало слегка расфокусировано для более равномерной PSF по всему полю зрения, как следствие, PSF инструмента 18 секунд дуги.

### Прочие
- Рентгеновский телескоп нормального падения[источник не указан 406 дней]
- The Space Variable Objects Monitor[англ.] (SVOM) —  запущен КНР в июне 2024 г.

## История рентгеновских телескопов
Первый рентгеновский телескоп использовался для наблюдений за Солнцем. Первое изображение Солнца в рентгеновском спектре было получено в 1963 году, при помощи телескопа, установленного на ракете.